# Garnet Ault
Garnet Walter Ault, född 1 november 1905 i North Bay, död 10 september 1993 i Bellaire, var en kanadensisk simmare.
Ault blev olympisk bronsmedaljör på 4 x 200 meter frisim vid sommarspelen 1928 i Amsterdam.